# Paroophoron

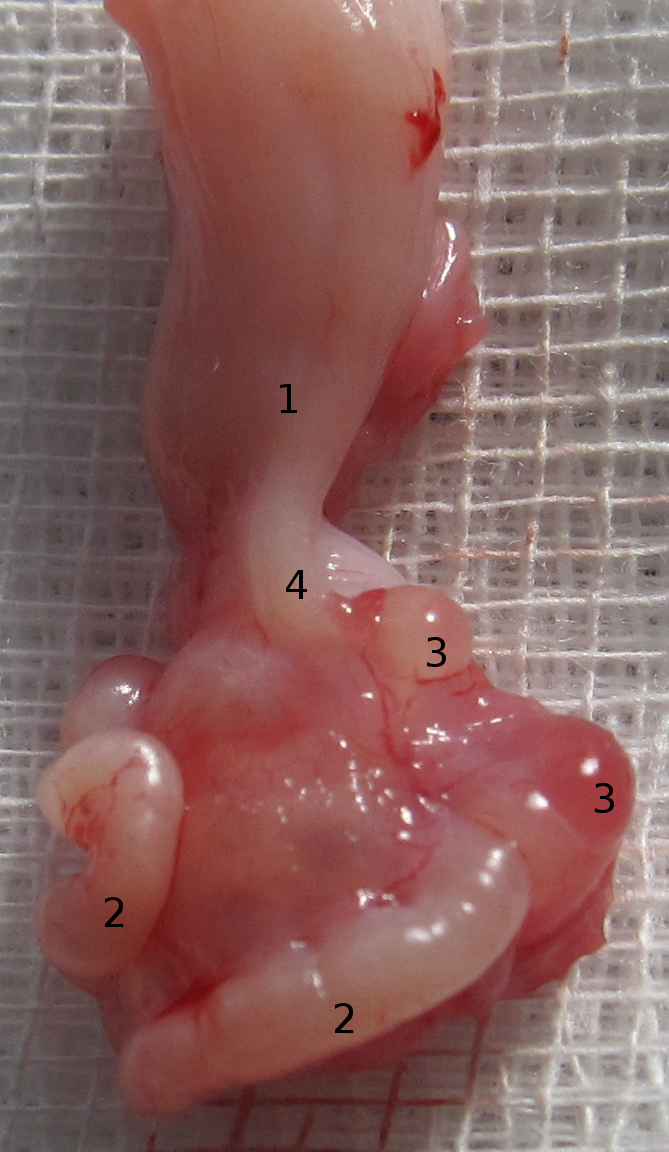
Paroophoron (3) bei einer Katze. 1 Gebärmutterhorn, 2 Eileiter, 4 Ligamentum ovarii proprium

Als Paroophoron oder Beieierstock – englisch auch Paroöphoron oder Paroöpheron; von altgriechisch παρά- pará-, deutsch ‚neben‘, und altgriech. ώὁφορον oophoron, deutsch ‚Eierstock‘, von altgriech. ῴόν oon, deutsch ‚das Ei‘, und altgriech. φορὤ phoro, deutsch ‚tragen‘ – bezeichnet man die Überreste der Kanälchen der Urniere, die bei der fetalen Rückbildung der Urniere bestehen bleiben. Sie liegen als flüssigkeitsgefüllte Bläschen nahe der Mündung des Eileiters in die Gebärmutter im Gekröse des Eileiters (Mesosalpinx). Ein Paroophoron ist mit zylindrischem Flimmerepithel ausgekleidet. Das Paroophoron stellt in der Regel nur einen Zufallsbefund dar und hat keine klinische Bedeutung. Urnierenreste im Eierstockgekröse werden als Epoophoron bezeichnet.
Bei männlichen Individuen wird der entsprechende Überrest der Urniere als Beihoden (Paradidymis) bezeichnet.